# Adolf Krüger
Adolf Krüger (* 7. Juli 1892 in Zerbst/Anhalt; † 6. Juni 1974 ebenda) war ein deutscher Gewerkschafter und Politiker (USPD, SPD).

## Leben
Krüger arbeitete zunächst als Maurer und war seit 1923 als Baukontrolleur in Zerbst tätig. Er betätigte sich gewerkschaftlich und war von 1919 bis 1933 Vorsitzender der Zweigstelle des Deutschen Bauarbeiterverbandes. Von 1920 bis 1933 war er gleichzeitig Vorsitzender des Ortsausschusses des Allgemeinen Deutschen Gewerkschaftsbundes (ADGB) in Zerbst. Des Weiteren war er Beisitzer im Sächsischen Landesarbeitsgericht in Dresden.
Krüger war von 1920 bis 1922 Vorsitzender der Unabhängigen Sozialdemokratischen Partei (USPD) in Zerbst. Er trat 1922 zu den Mehrheitssozialisten über, für die er von 1922 bis 1924 sowie erneut von 1932 bis 1933 als Abgeordneter dem Anhaltischen Landtag angehörte.